# Lesotho People’s Congress
Der Lesotho People’s Congress (LPC; deutsch etwa: „Volkskongress von Lesotho“) ist eine Partei in Lesotho. Sie wurde 2001 gegründet und ist mit einem Abgeordneten in der Nationalversammlung vertreten.

## Geschichte
Bei den Wahlen 1998 hatte der Lesotho Congress for Democracy (LCD) 79 der 80 Mandate der Nationalversammlung gewonnen. Im Oktober 2001 spalteten sich der stellvertretende Premierminister Kelebone Maope, die Mehrheit des Executive Committee (deutsch etwa: „Vorstand“) des LCD und weitere LCD-Parlamentarier des Lesiba-Flügels (deutsch: „Feder“) ab und gründeten den Lesotho People’s Congress. 27 Abgeordnete gehörten der neuen Fraktion an. Als Parteisymbol wählte der LPC ein Porträt des verstorbenen früheren Premierministers Ntsu Mokhehle, der die Basutoland Congress Party (BCP) gegründet hatte, von der sowohl LCD als auch LPC abstammen. Der LCD wollte die Verwendung des Symbols verbieten lassen, scheiterte jedoch vor dem Obersten Gericht.
Bei den Parlamentswahlen am 25. Mai 2002 gewann der LPC mit 5,8 % der Stimmen fünf der nunmehr 120 Sitze. Maope gewann als einziger Oppositionspolitiker ein Direktmandat, während vier weitere LPC-Kandidaten über das Verhältniswahlrecht Sitze erhielten. Shakhane Mokhehle, Bruder von Ntsu Mokhehle, hatte mit einem Direktmandat gerechnet und war nicht über die Liste abgesichert, scheiterte jedoch um neun Stimmen. Der LPC blieb in der Opposition.
Zu den Parlamentswahlen 2007 vereinigte sich der LPC mit der BCP und dem Basutoland African Congress zur Alliance of Congress Parties (ACP). Vor der Wahl hatten die drei Parteien zusammen elf Mandate, von denen sie lediglich drei Mandate halten konnten, darunter Maope als Gewinner eines Direktmandats, erneut in seinem Wahlkreis Seqonoka im Berea-Distrikt.
2010 kehrten sechs Mitglieder des Executive Committee des LPC, darunter der Generalsekretär Pashu Mochesane, zum LCD zurück.
Bei den Wahlen 2012 trat der LPC mit einer eigenen Liste und zahlreichen Wahlkreiskandidaten an, erhielt aber mit rund 0,9 % der Stimmen nur noch ein Listenmandat. Bei den Wahlen 2015 konnte der LPC sein Mandat knapp verteidigen. Fortan gehörte er bis 2017 einer Koalition unter Führung des Democratic Congress an. 2015 bis 2017 stritten zwei Flügel um die Macht, bis der Vorsitzende Molahleli Letlotlo per Gerichtsbeschluss durch Mabusetsa Makharilele ersetzt wurde.

## Struktur
Die Partei wird von dem Vorsitzenden und einem Executive Committee (etwa: „Vorstand“) geleitet.